# Wierzchołówka ognista
Wierzchołówka ognista (Choerades gilva) – gatunek muchówki z rodziny łowikowatych i podrodziny Laphriinae. Zamieszkuje Europę, palearktyczną Azję i nearktyczną Amerykę Północną. Gatunek saproksyliczny. Larwy i owady dorosłe są drapieżne.

## Taksonomia
Gatunek ten opisany został po raz pierwszy w 1758 roku przez Karola Linneusza pod nazwą Asilus gilva. Przez dłuższy czas klasyfikowany był w rodzaju Laphria. W rodzaju Choerades umieszczony został w 1962 roku przez Franka Montgomery’ego Hulla. W 1991 roku Pawieł Ler na podstawie budowy genitaliów samców zsynonimizował z tym gatunkiem Choerades ignea. Wyniki analiz molekularnych, jak i dane morfologiczne wskazują jednak na odrębność, choć bliskie pokrewieństwo tych gatunków.

## Morfologia

### Owad dorosły

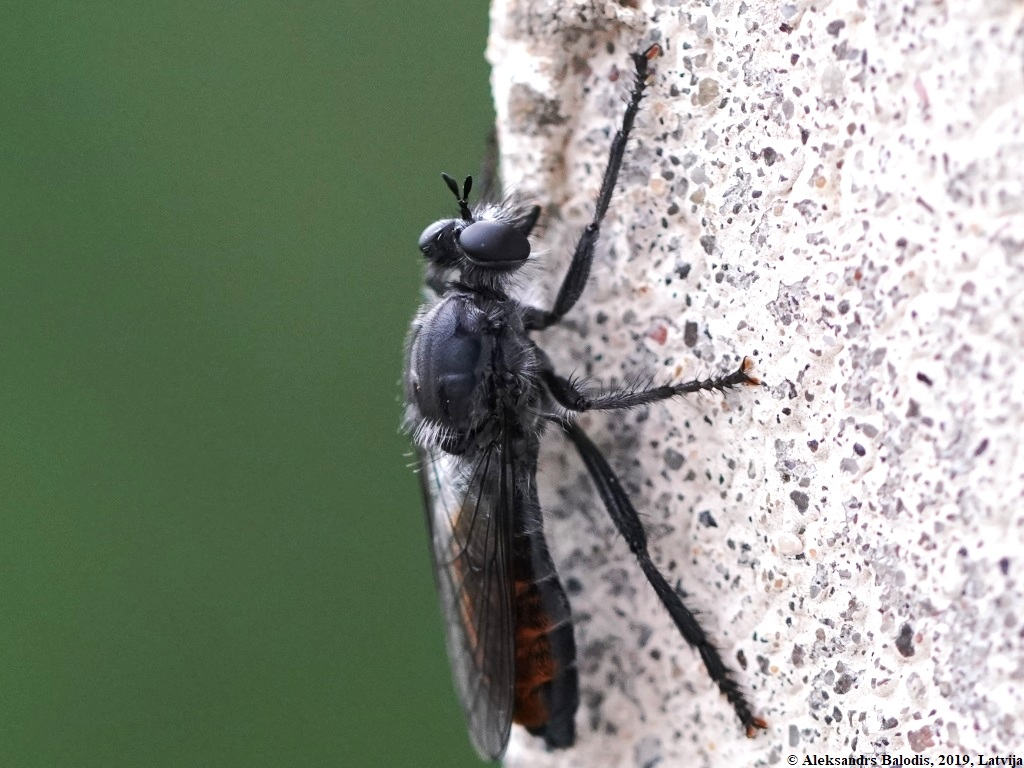
Widok z boku

Muchówka o przysadzistym jak na przedstawiciela rodziny ciele długości od 15 do 19 mm.
Oskórek głowy jest czarny. Twarz ma duży i dobrze wyodrębniony wzgórek twarzowy. Część twarzy ponad nim jest biało opylona. Szczecinki parafacialne są czarne, krótkie i rozproszone. Na bokach twarzy oraz bokobrodach występuje owłosienie śnieżnobiałe. W dole twarzy długie i czarne włosy formują brodę (mystax). Wzgórek czułkowy jest słabo zaznaczony. Czułki są krótkie, czarne, czarno owłosione, o pierwszym członie najkrótszym, a trzecim najdłuższym. Szczecinki orbitalne są długie i czarne, zaś szczecinki pozaprzyoczkowe krótkie i czarne. Wzgórek przyoczkowy i górna część potylicy są czarno owłosione.
Tułów jest czarny z biało lub szaro opylonymi bokami, czasem z niebieskim połyskiem pośrodku śródplecza. Włoski postpronotum są czarne. Występuje po parze czarnych szczecinek przedskrzydłowych, 3 pary czarnych szczecinek nadskrzydłowych i od 4 do 5 par czarnych szczecinek zaskrzydłowych. Szczecinki śródplecowe są delikatne, długie i czarne. Wachlarzyk i większa część owłosienia tułowia są białe. Skrzydła wzdłuż żyłek są przybrunatnione. Ubarwienie przezmianek jest brunatne. Odnóża są czarne z jasnobrunatnymi nasadami goleni, a w przypadku ostatniej ich pary także ud. Owłosienie ud jest białe, zaś goleni i stóp czarne lub z domieszką białego. Szczecinki na odnóżach są czarne.
Odwłok ma tergity czarne z czerwnożółtą plamą na tergitach od trzeciego do piątego. Owłosienie części jaśniejszej jest złociste lub złocistoczerwone. Boki tergitów do piątego włącznie mają włoski białe, a kolejnych czarne.

### Larwa
Larwa ma odwłok o szczątkowych brodawkach bocznych, zwieńczony małą płytką terminalną, której to boczne wyrostki są na wierzchołkach spiczasto zaokrąglone i tam najwęższe.

## Ekologia i występowanie

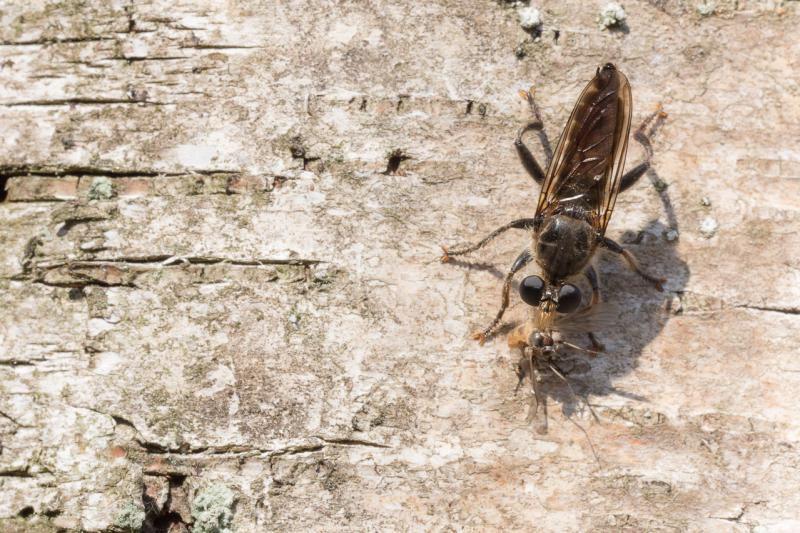
W trakcie posiłku

Owad ten zasiedla przede wszystkim świetliste bory sosnowe z dużą ilością martwego drewna. Imagines czatują na swe ofiary przesiadując na nasłonecznionych powierzchniach pni. Również drapieżne larwy są saproksyliczne i zasiedlają martwe drewno sosen. Bytują w chodnikach saproksylofagów, na które polują, takich jak kłopotek czarny i wykarczak sosnowy.
Gatunek ten współcześnie ma zasięg holarktyczny. W Europie znany jest z Francji, Wielkiej Brytanii, Holandii, Niemiec, Szwajcarii, Austrii, Włoch, Danii, Szwecji, Norwegii, Finlandii, Polski, Czech, Słowacji, Węgier, Rumunii, Bułgarii, Ukrainy i europejskiej części Rosji. Z Azji podawany jest z terenów Bliskiego Wschodu, Iranu, zachodniej i wschodniej Syberii, Mongolii, Rosyjskiego Dalekiego Wschodu, Korei Południowej i Japonii. W Nearktyce zamieszkuje Kanadę i Stany Zjednoczone. W Polsce jest owadem stosunkowo rzadkim.